# Brett Kavanaugh
Brett Michael Kavanaugh (ur. 12 lutego 1965 w Waszyngtonie) – amerykański prawnik i były sędzia federalny, sędzia Sądu Najwyższego Stanów Zjednoczonych od 2018.

## Życiorys
Wykształcenie prawnicze uzyskał na Uniwersytecie Yale. Pełnił funkcję sekretarza w kancelarii prezydenta George'a W. Busha (2001–2009). Został sędzią federalnego sądu apelacyjnego w stołecznym okręgu federalnym i wykładowcą uniwersytetów Harvarda, Yale’a i Georgetown.

### Nominacja do Sądu Najwyższego
9 lipca 2018 prezydent USA Donald Trump nominował go na sędziego Sądu Najwyższego Stanów Zjednoczonych w miejsce ustępującego 31 lipca 2018 sędziego Anthony'ego Kennedy'ego. Prognozowano, że po zatwierdzeniu nominacji przez Senat wpływ na wyroki Sądu Najwyższego zyska konserwatywna większość, która wyda orzeczenia w kontrowersyjnych kwestiach, co nie było możliwe za sędziego Kennedy'ego, który okazjonalnie przyłączał się do sędziów liberalnych. Z tego powodu nastąpiła mobilizacja aktywistów obu partii, w celu zatwierdzenia lub odrzucenia kandydatury.
Rozpoczęta we wrześniu 2018 pierwsza runda przesłuchań Kavanaugha przed Senacką Komisją Sądowniczą przebiegała standardowo. Niespodziewanie demokraci zażądali, aby Komisja przejrzała szacowaną na setki tysięcy stron dokumentację z okresu pracy Kavanaugha dla administracji Busha. Republikanie uznali, że jest to taktyczny wniosek, mający na celu opóźnienie głosowania do listopadowych wyborów, po których demokraci liczyli na przejęcie większości w Senacie i zablokowanie nominacji konserwatywnego kandydata. Pomimo kontrowersji związanych z nieujawnieniem przez Biały Dom całości dokumentacji, wydawało się, że po czterech dniach przesłuchań kandydatura Kavanaugha zostanie zatwierdzona.
Wówczas został oskarżony przez dwie kobiety o molestowanie seksualne, którego miał dopuścić się w okresie, gdy one i on byli uczniami liceum. W związku z oskarżeniami Senat przesunął głosowanie nad jego kandydaturą i zapowiedział przesłuchanie kobiet. Kavanaugh zaprzeczył oskarżeniom. Ponieważ według zeznań kobiet Kavanaugh miał być wówczas mocno pijany, również nawyki alkoholowe kandydata z okresu szkoły średniej i studiów stały się przedmiotem debaty. Kontrowersyjne stały się również bardzo emocjonalne wystąpienia i ostry ton Kavanaugha podczas przesłuchań. Nie przedstawiono jednak żadnych dowodów potwierdzających, że Kavanaugh miał się dopuścić molestowania. Republikanie uznali, że wobec tego obowiązuje domniemanie niewinności. Demokraci wskazywali ujawnione podczas przesłuchań wątpliwości co do temperamentu kandydata. Ostatecznie komisja zarekomendowała Senatowi wybór kandydata.
Na wniosek republikańskich senatorów Jeffa Flake'a i Lisy Murkowskiej głosowanie nad zatwierdzeniem kandydata przesunięto o tydzień, podczas którego Federalne Biuro Śledcze miało przeprowadzić dodatkowe dochodzenie. FBI przygotowało poufny raport, do którego wgląd mieli jedynie senatorzy. Publicznie oblikowano jego streszczenie, według którego FBI nie znalazła żadnego potwierdzenia zarzutów przeciwko Kavanaughowi. 6 października w głosowaniu Senat stosunkiem głosów 50 do 48 zatwierdził jego wybór, a Kavanaugh został oficjalnie zaprzysiężony.

### Sędzia Sądu Najwyższego
Brett Kavanaugh zazwyczaj prezentuje konserwatywną linię orzecznictwa, jednak w niektórych wyrokach dołącza do sędziów liberalnych (poparł liberalne orzecznictwo m.in. w sprawie Allen przeciwko Milliganowi, dotyczącej dyskryminującego Afroamerykanów podziału Alabamy na okręgi wyborcze). W 2022 w uzasadnieniu wyroku w sprawie Dobbs v. Jackson Women’s Health Organization (uchylającym wyrok Roe v. Wade), znoszącym federalne prawo do aborcji, napisał:

Aby było jasne, dzisiejsza decyzja Sądu nie zakazuje aborcji w całych Stanach Zjednoczonych. Wręcz przeciwnie, decyzja Sądu słusznie pozostawia kwestię aborcji ludziom i ich wybranym przedstawicielom w procesie demokratycznym. Poprzez ten proces demokratyczny ludzie i ich przedstawiciele mogą zdecydować o dopuszczeniu lub ograniczeniu aborcji